# Lars Nittve
Lars Nittve, född 17 september 1953, är en svensk konstkritiker och museidirektör.
Lars Nittve växte upp i en ingenjörsfamilj i Hässelby i Stockholm med två äldre bröder. Han studerade en period vid Handelshögskolan i Stockholm, men slutade för att studera bland annat konstvetenskap, psykologi och sociologi på Stockholms universitet. Han bedrev också doktorandstudier i konstvetenskap på New York University 1982–1983.
Mellan åren 1979 och 1985 var Nittve konstkritiker på Svenska Dagbladet parallellt med undervisningsuppdrag på Stockholms universitet. Åren 1986–1990 var han förste intendent vid Moderna museet och 1990–1995 chef för konstmuseet Rooseum i Malmö. 
År 1995 inledde Lars Nittve en internationell chefskarriär genom att bli museidirektör för konstmuseet Louisiana i Danmark, där han stannade till 1998, då han blev chef för det nya  Tate Modern i London, som invigdes 2000. År 2001 återvände Nittve till Sverige och utsågs till chef för Moderna museet. Som kurator har han bland annat gjort utställningar präglade av tidigt postmodernistiskt perspektiv samt med mångkulturell prägel.
Lars Nittve var 2011–2015 chef för projektet M+ ett planerat konstmuseum i Hongkong. Han är ledamot  i styrelsen för Bonniers konsthall. 
Lars Nittve sommarpratade 2002.

## Utmärkelser
- Malmö stads kulturpris 2009[3].
- Hedersdoktor vid Umeå universitet 2009

## Familj
Nittve är gift med inredningsarkitekten Shideh Shaygan (född 1966).